# Eragrostis obtusa
Eragrostis obtusa là một loài thực vật có hoa trong họ Hòa thảo. Loài này được Munro ex Ficalho & Hiern mô tả khoa học đầu tiên năm 1881.